# Мальцев, Иннокентий Иванович
Иннокентий Иванович Мальцев (5 ноября 1929, Вологодская область — 11 апреля 2014, Москва) — советский хозяйственный, государственный и политический деятель, Герой Социалистического Труда.

## Биография
Родился в 1929 году в деревне Зайцево. Член КПСС с 1963 года.
С 1954 года — на хозяйственной, общественной и политической работе. В 1954—1991 гг. — ученик строгальщика, строгальщик, строгальщик 5-го разряда Московского станкостроительного завода «Красный пролетарий» имени А. И. Ефремова Московского станкостроительного производственного объединения «Красный пролетарий» Министерства станкостроительной и инструментальной промышленности СССР, председатель Совета трудового коллектива завода «Красный пролетарий».
За выдающиеся достижения в труде на основе личных и бригадных встречных планов по ускоренному росту производительности труда, модернизации оборудования, повышения эффективности использования техники и других резервов производства был в составе коллектива удостоен Государственной премии СССР за выдающиеся достижения в труде 1977 года.
Указом Президиума Верховного Совета СССР от 16 января 1981 года присвоено звание Героя Социалистического Труда с вручением ордена Ленина и золотой медали «Серп и Молот».
Делегат XXVII съезда КПСС.
Избирался народным депутатом СССР.